# Maysara
Maysara fou un cap amazic de la tribu matghara que va dirigir la resistència nacional contra la invasió i dominació àrab el 739-740. Els historiadors li donen el malnom d'al-Haskir (el Vil) perquè el consideraven de classe baixa i deien que havia exercit abans de la revolta com a venedor d'aigua al mercat de Kairuan. Ibn Khaldun no obstant diu que era un xeic dels matghares i al-Tabari assenyala que havia dirigit una delegació amaziga al califa per exposar les queixes del seu poble.
El governador o valí d'Ifríqiya, Mussa ibn Nussayr al-Lakhmí (698-715) fou cridat el 715. Després de la seva sortida l'agitació resultant de la propaganda kharigita que es beneficiava de les exaccions dels àrabs va anar augmentant. Úmar ibn Abd-Al·lah al-Muradí, valí de Tànger, i Habib ibn Ubayda ibn Mussa ibn Nusayr, governador del Sus, van rebre orde del governador general d'Ifríqiya i Egipte Ubayd-Al·lah ibn al-Habhab as-Salulí (734-741) de tractar sense contemplacions els amazics i cobrar els impostos habituals als pobles vençuts i no convertits, i les seves dones més maques havien de ser enviades a l'harem del califa.
El general Habib ibn Abi-Ubayda al-Fihrí sortí de Sus per anar a conquerir Sicília i la seva sortida fou el senyal de revolta (939). Els notables amazics donaren el comandament a Maysara; el seguiren els matghara, els ghumara, els barghawata i els miknasa. Primer va atacar Tànger on va derrotar i matar el governador Úmar ibn Abd-Al·lah al-Muradí. Els intents dels àrabs de resistir van ser aplanats per la força de la revolta. Es diu que llavors Màysara va agafar el títol de "califa" o amir al-muminin. Maysara va deixar a la ciutat a Abd al-Ala ibn Hudaysj al-Ifriki un convertit al cristianisme, i va anar al Sus, que va conquerir, matant al governador Ismaïl ibn Ubayd-Al·lah.
El valí de l'Àndalus, Uqba ibn al-Hajjaj as-Salulí va rebre orde d'anar a alliberar Tànger, però el contingent que va enviar fou aniquilat. El mateix Uqba va travessar l'estret amb un nou contingent i un exèrcit des de Kairuan manat per Khàlid ibn Abi-Habib al-Fihri, es va presentar a Tànger; els amazics i àrabs van xocar no lluny de la ciutat; els amazics eren deu vegades més nombrosos però els àrabs estaven millors equipats i la major part del contingent el formaven nobles ben preparats de Kairuan. Maysara finalment va ordenar retirar-se darrere els murs de Tànger i els àrabs no el van perseguir però van restar a la zona esperant el retorn del contingent que havia anat a Sicília i mentre van massacrar molts civils amazics de la regió sense però acostar-se a Tànger.
A meitat del 740 els caps rebels, descontents amb la direcció de la guerra, van deposar Maysara que fou executat. El va succeir Khàlid ibn Hamid (Mumayd az-Zanatí) que va infligir als àrabs una gran derrota a la riba del Wadi Shalif (Oued Chélif) a la moderna Algèria (inicis del 741) en l'anomenada ‘Batalla dels nobles' (ghazwat al-ashraf). Va ser necessària una gran expedició enviada des de Síria per posar fi a la revolta a costa de grans pèrdues. La revolta es va estendre també a l'Àndalus on els amazics es van aixecar, i a altres llocs de l'Àfrica del nord.